# Дервіш Сушич
Дервіш Сушич (босн. Derviš Sušić; нар. 3 червня 1925, Власениця, Королівство Югославія — 1 вересня 1990, Тузла, Боснія і Герцеговина, СФРЮ) — боснійсько — герцеговинський письменник, драматург, журналіст. Член Академії наук і мистецтв Боснії і Герцеговини (з 1975).

## Біографія
Навчався в педагогічному училищі в Сараєві. З 1942 року — член Спілки комуністичної молоді Югославії.
Учасник антифашистського руху опору Югославії . З 1942 року — партизан, боєць Народно-визвольної армії Югославії.
Після закінчення війни вчителював у різних містах Боснії, займався журналістикою. У 1949—1951 рр. працював в сараєвських газетах «Ослободжене» і «Задругара», був директором Національної бібліотеки в Тузлі (в 2002 році назвали на його честь).
Суспільно-політичний діяч Боснії і Герцеговини. Працював в ЦК Компартії Боснії і Герцеговини.
Лауреат національних літературних премій.

## Творчість
Особисті враження і досвід участі в революції і партизанському русі визначили тематику і проблематику перших творів Д. Сушича, його інтерес до документально-щоденникової прози («З пролетаріями»/ «S proleterima», 1950).
Автор ряду книг для дітей і юнацтва. У творах для дітей розповідає про подвиги юних учасників революції («Хлопець з Вргорца»/ «Momče iz Vrgorca», 1953; «Кур'єр»/ «Kurir», 1964). Популярність Д. Сушичу приніс роман «Я, Данила» («Ja, Danilo», 1960), перекладений на німецьку, польську, румунську, російську та інші мови. Роман написаний від імені колишнього партизана, який став головою колективного господарства.

## Вибрана бібліографія
- Ja, Danilo (1960);
- Danilo u stavu mirno (1961);
- Pobune (1966);
- Uhode (1971);
- Hodža strah (1973);
- Žestine (1976);
- Tale (1980);
- Parergon (1980);
- Žar i mir (1983);
- Veliki vezir (1984);
- A. Triptih (1985);
- Nevakat (1986);
- Listopad (1987);
- Jesenji cvat (драма, 1988);
- Drame (1988);
- Cvijet za čovjekoljublje (1989).